# 마라차구
마라차구(Maracha)는 우간다 북서부에 위치한 구로, 행정 중심지는 마라차이며 인구는 310,338명(2002년 인구 조사 기준)이다.
행정 구역상으로는 북부 주에 속하며 2개 군(마라차 군, 테레고 군)을 관할한다. 북서쪽으로는 코보코 구, 북동쪽으로는 윰베 구, 서쪽으로는 콩고 민주 공화국 이투리 주와 접한다.